# Normandy Tank Museum
Le Normandy Tank Museum est un ancien musée privé fermé en 2016 consacré au matériel militaire américain utilisé pendant la Seconde Guerre mondiale.

## Localisation
Situé en Normandie dans le département de la Manche, le Normandy Tank Museum se trouvait sur la commune de Catz.

## Histoire
Le musée ouvre en 2013 sur le site de l'aérodrome A10 Airfield, installé par l'armée américaine en 1944.
Le musée accuse en 2016 une baisse de fréquentation de 30% et le propriétaire énonce une inéquité fiscale entre musées publics et musées privés, ainsi que des pétitions de riverains à la suite de vols de démonstration ou d'utilisations de chars.
La collection est vendue lors d'une vente aux enchères le 18 septembre 2016.
Le Normandy Victory Museum ouvre le 19 mai 2017 sur le site.

## Description
L'exposition s'étendait sur 3 000 m2.
Les collections comportaient :
- 40 véhicules,
- tank M4 Cadillac,
- Jeep MB,
- bulldozer Caterpillar D-8[1].